# Кулики (Лубенський район)
Кулики́ —  село в Україні, у Хорольській громаді Лубенського району Полтавської області. Населення становить 92 осіб. До 2020 орган місцевого самоврядування — Трубайцівська сільська рада.

## Географія
Село Кулики знаходиться на лівому березі річки Хорол, вище за течією на відстані 1,5 км розташоване село Трубайці, нижче за течією на відстані 2,5 км розташоване село Бовбасівка, на протилежному березі - село Єньки. Річка в цьому місці звивиста, утворює лимани, стариці та заболочені озера.

## Історія
12 червня 2020 року, відповідно до розпорядження Кабінету Міністрів України № 721-р «Про визначення адміністративних центрів та затвердження територій територіальних громад Полтавської області», село увійшло до складу Хорольської міської громади..
19 липня 2020 року, в результаті адміністративно - територіальної реформи та ліквідації Хорольського району, село увійшло до складу новоутвореного Лубенського району.